# Monte Negro
Monte Negro é um município brasileiro do estado de Rondônia.

## História
Na década de 1970 a empresa mineradora MIBREL do Grupo Paranapanema iniciou a exploração de minério de cassiterita até fins da década de 1980. Por ocasião da descoberta do Garimpo de Bom Futuro paralisou as atividade e passou a comprar minério produzido no garimpo Bom Futuro. Em meados da década de 1990 a MIBREL negociou amina que atualmente pertence a CEMAL Cooperativa Estanífera de Mineradores da Amazônia Legal Ltda., detentora do direitos minerários e que em 2005 realizou parceria com um grupo de Hong Kong que comprou e estimulou a produção de topázio, ano em que foi a maior produtora de topázio do mundo de excelente qualidade, pois o topázio dessa região possui características únicas, passando pelo processo de bombardeamento para coloração muito mais rápido que qualquer pedra do mundo, o que agregou valores e realizou abertura de empregos, pois as pedras ali produzidas eram trabalhadas antes de sua exportação. Atualmente ainda produz algo em torno de 80 toneladas de concentrado de óxido de estanho, a cassiterita.  

O município antes teve o nome de Boa Vista, mas por ser homônimo da capital de Porto Velho, foi mudado depois da emancipado em 1992, sendo o seu primeiro prefeito eleito o Sr. Paulo Amancio, com mandato de 1992 à 1996. Sendo a sua economia baseada na agricultura e pecuária, sendo uma das grande produtoras de café do estado, também explora o extrativismo vegetal e o turismo, sendo famosas as suas praias a beira do rio Jamari.

## Geografia
Localiza-se a uma latitude 10º17'40" sul e a uma longitude 63º19'31" oeste, estando a uma altitude de 0 metros. Sua população estimada em 2010 era de 14.090 habitantes e o município possui uma área estimada de 1.413,4 km².
O seu limite ocidental marca a divisa entre a Bacia do Rio Jamari e a Bacia do Rio Candeias, região cuja topologia é acidentada e contempla o começo da Serra da Massangana. O ponto mais alto de todo o Vale Jamari está nesta região, próxima a foz do Igarapé Rio Branco, com uma altitude de 425 metros acima do nível do mar.